# Kakavia
Le poste-frontière de Kakavia ou Kakavijë (en grec : Κακαβιά / Kakaviá) est un important poste-frontière routier entre l'Albanie et la Grèce.

## Géographie
Le village du côté albanais est Kakavijë, situé dans le district de Gjirokastër de la région de Dropull. Du côté grec, le village le plus proche est Ktismata, de la municipalité de Delvináki, dans le nome d'Ioannina.
Kakavia est sur l'autoroute E853 reliant Gjirokastër à Kalpaki, où se fait la jonction avec l'autoroute grecque GR-20.

## Histoire
Le 27 août 1923, Kakavia est le lieu du « massacre de Ioannina », en l'occurrence l'assassinat de trois officiers italiens œuvrant à la délimitation de la frontière entre l'Albanie et la Grèce et de leur interprète albanais. L'Italie impute à la Grèce la responsabilité du crime et par ultimatum somme cette dernière de présenter ses excuses officielles, procéder à l'arrestation des assassins et payer 50 millions de lires de réparations. 
La crise diplomatique débouche sur le bombardement puis l'occupation italienne de l'île grecque de Corfou le 31 août 1923 ; elle se résout par l'intervention de la Société des Nations.